# Salaria
Úbeda la Vieja o San Julián es el nombre que recibe en la actualidad la antigua colonia romana de Salaria, (a veces sólo llamada Sálir en algunas fuentes). Es un yacimiento arqueológico situado a 15 km al sudeste de Úbeda, sobre uno de los estribos de la loma homónima, en la orilla derecha del río Guadalquivir. Cerca del sitio donde por la opuesta margen desemboca el río Jandulilla, se elevan las ruinas de fuerte población antigua, con el nombre más reciente de San Julián por la ermita medieval que hubo y Úbeda la Vieja como más se la conoce hoy día, y antiguamente conocida como Iltiraka en lengua íbera; marca el lugar los grandes restos de murallones, capiteles, frisos donde hubo allí ciudad romana, en otro tiempo rica y floreciente.
En octubre de 2019 se ha dado a conocer un estudio topográfico donde afloraría bajo el subsuelo los restos de un anfiteatro y un circo.

## Situación
Las ruinas estarían enclavadas en territorio de la provincia romana altoimperial Tarraconense y en la bajoimperial Cartaginense, y en la región de los oretanos, distando por el lado del Poniente ocho leguas del arco de cuatro frentes llamado Jamojones de Cástulo, principio y límite de la Bética. La ciudad íbera era la capital de una ciudad-estado que dominaba todo la actual Loma de Úbeda y todo el valle del Jandulilla, hasta Huelma. Con Roma, su influencia y jurisdicción aumentó a toda la Oretania, y fue habitada por algunos patricios romanos del más alto rango.
Provincia, territorio, jurisdicción, situación estratégica, caminos romanos, ruinas y una lápida legitima y expresiva, deciden resueltamente, que Úbeda la Vieja o San Julián es la colonia Salaria. Salaria se levantó sobre Iltiraka ocupando un sitio militar importantísimo, siendo llave del Guadalquivir, próximo a la vía Pretoria que desde Cástulo por Tugia, Fráxinum, Háctara, Morum y Eliócroca, se dirigía a Carthago Nova, enclavada en un punto estratégico entre los saltos castulonense y tugiense. De hecho, se trata de una de las once colonias romanas que había en toda la Tarraconense. Era una de las pocas ciudades con el privilegio de tener una ceca en todo el sur peninsular. De hecho, las monedas de Iltiraka son muy cotizadas por los coleccionistas. Otra de las palabra que suelen aparecer en sus monedas es sálir, que significa plata en íbero, quizá de ahí que los romanos la llamaran Salaria.

## Yacimiento
Las ruinas corren de norte a sur en una considerable extensión; y en ambos extremos debieron estar las principales puertas de la ciudad, pues son los sitios por donde hoy más fácilmente se puede penetrar en el interior del recinto. Subsisten el esqueleto de sus torres y antiguos muros hasta bien entrado el siglo XIX: por donde quiera se encuentran ladrillos, mármoles despedazados, fragmentos de lindos vasos saguntinos, grandes capiteles toscanos de 35 centímetros de alto, y en fin, no pocos restos de elegantes esculturas. Dentro del perímetro de la ciudad se ve una alberca de mampostería, no lejos del paraje en que la antigua muralla corre en una extensión de más de 46 metros de largo, elevándose hasta la altura de seis, reparada por los árabes en alguna parte.
La secuencia cultural que ofrece la estratigrafía del yacimiento, así como los restos que se pueden recoger en superficie, abarca desde un momento final de la Edad del Cobre —pasando por un momento argárico, perteneciente a la Edad del Bronce— hasta el Bronce Final-Hierro Antiguo. La gran mayoría de los restos son iberos y romanos.
Con sus despojos se labraron los más de los cortijos inmediatos y la puente ancha sobre el Guadalquivir (Puente Viejo).